# Rudnik (Krasnystaw)
Pour les articles homonymes, voir Rudnik.
Rudnik (prononciation : [ˈrudnik]) est un village polonais de la gmina de Rudnik dans le powiat de Krasnystaw de la voïvodie de Lublin dans l'est de la Pologne.
Le village est le siège administratif (chef-lieu) de la gmina appelée gmina de Rudnik.
Il se situe à environ 20 kilomètres au sud-ouest de Krasnystaw (siège du powiat) et 50 kilomètres au sud-est de Lublin (capitale de la voïvodie).
Le village comptait approximativement une population de 543 habitants en 2006.

## Histoire
De 1975 à 1998, le village est attaché administrativement à la Voïvodie de Zamość.

Depuis 1999, il fait partie de la nouvelle voïvodie de Lublin.